# أندرو غراي (عالم إنسان)
أندرو غراي (بالإنجليزية: Andrew Gray)‏ هو عالم إنسان بريطاني، ولد في 21 يوليو 1955 في كارديف في المملكة المتحدة، وتوفي في 7 مايو 1999.